# Rifugio Angelo Dibona
Il rifugio Angelo Dibona è un rifugio situato nel comune di Cortina d'Ampezzo (BL), sorge ai piedi delle Tofane nelle Dolomiti.

## Caratteristiche e informazioni
Il rifugio è aperto d'estate (15 giugno - 30 settembre) e nel periodo di natale (24 dicembre - 6 gennaio), dall'epifania a pasqua è aperto solo i fine settimana.
Il rifugio ha 50 posti letto e fa anche da punto di appoggio per gli alpinisti impegnati sulle pareti di tutte le Tofane. Esso è dedicato alla guida alpina ampezzana Angelo Dibona.

## Accessi
Da Cortina d'Ampezzo:
- SS 48 delle Dolomiti fino al km 113,8, poi per rotabile attraverso Malga Fedarola.
- SS 48 delle Dolomiti fino al km 112, poi sentiero alpino nº 442 da Cianzòpe attraverso Miliera
- SS 48 delle Dolomiti fino al km 112, poi sentiero alpino nº 414 da ponte de Ru Bianco fino a Sote Cordes, poi sentiero alpino nº 403 attraverso Vallon de Tofana.

## Ascensioni
- Tofana di Rozes 3225 m s.l.m.